# Tiszabezdéd
Tiszabezdéd község Szabolcs-Szatmár-Bereg vármegyében, a Záhonyi járásban, 5 kilométerre a záhonyi magyar-ukrán határátkelőtől. A község nevezetes az ott talált honfoglalás kori tarsolylemez miatt. Egyedülálló módon a bőrtarsoly is viszonylag épen megmaradt.

## Fekvése
A vármegye északi peremvidékén fekszik, a Tisza bal partján, a szlovák határ közvetlen közelében, és alig néhány kilométerre délre Magyarország, Szlovákia és Ukrajna hármashatárától.
A szomszédos települések: észak felől Győröcske, észak-északkelet felől Záhony, északkelet felől Zsurk, kelet felől Tiszaszentmárton, délkelet felől Eperjeske, dél-délkelet felől Mándok, dél felől Tuzsér, délnyugat felől (a Tisza túlpartján) pedig Zemplénagárd.
Északnyugat felől a Szlovákiához tartozó Kistárkány (Malé Trakany) és Nagytárkány (Veľké Trakany) a két legközelebb fekvő település (ugyancsak a Tisza túlsó partján), bár úgy tűnik, hogy csak utóbbi nevezhető ténylegesen szomszédjának is.

### Megközelítése
A település területén végighúzódik, dél-északi irányban a 4-es főút, ez a legfontosabb közúti megközelítési útvonala Nyíregyháza-Kisvárda, továbbá az ország távolabbi részei, illetve Záhony felől is. A főút mai nyomvonala azonban már nyugat felől elkerüli Tiszabezdéd lakott területeit, a korábban a belterületen is végigvezető nyomvonal jelenleg a 4147-es útszámozást viseli mellékútként. Érinti a települést még a 4145-ös út is.
A hazai vasútvonalak közül a települést a MÁV 100-as számú Budapest–Záhony-vasútvonala érinti, amelynek egy megállási pontja van itt. Tiszabezdéd megállóhely a belterület északnyugati szélén helyezkedik el, a 4147-es út és a vasút kereszteződésénél. A község keleti részében nagy számú ipari és rakodóvágány húzódik, melyek a MÁV 111-es számú Mátészalka–Záhony-vasútvonalához tartoznak, de maga a 111-es vonal nem lép be Tiszabezdéd területére.

## Története
Neve személynévi, szláv eredetű. Talán már a 13. században állott (H VIII. 14.), Zsurkkal szomszédos településként.
A 14. század elején a Tomaj nemzetség birtoka volt; az e nemzetségbeli Szentmártoni Dénes fiai bezdédi jobbágyai a Várdai család szomszédos Tuzsér és Kálonga birtokait pusztították. E viszálykodás több esztendeig tartott a 14. században, és felújult a 18. században is.
A per során 1406-ban egy Földvár nevű határrészt is említettek Bezdéd határán, s a család ekkor már a Bezdédi nevet viselte.
- 1422-ben birtokosa még a Bezdédi család volt birtokosa.
- 1423-ban viszont már a dadai Móré család volt földesura.
- A 16. század folyamán a Losoncziak visszaszerezték, és állandóan perben állottak miatta a Csapi, a Báthori, A Homonnai és Várdai családokkal.
- 1588-ban azonban csak Csapi Kristófot és Pétert mondják földesurának; 50 jobbágyháztartásával jelentékeny hely.
- 1596-ban is lehetett mintegy 130-140 lakosa.
- 1629-ben Melith Péter kisvárdai földesúr és szatmári vár-kapitányának katonái pusztították el. Pedig 1618-ban már részben Melith Péter – de mellette még hét más földesura is volt –, jelentékenyebb részét pedig 24 jobbággyal Kendi István bírta.
- A Melith család 1703-ig bírta, akkor a család kihaltával a kincstárra szállott.

A 18. században királyi adomány és vétel címén tíz földesura volt a következő családokból: br. Ghillányi br. Dőry, Sághy , Jósa, Péczely, Ormos, Lónyay, Somlyódy, Uszkay.
A jobbágyfelszabadítás után nagyjából ugyane családok utódai bírták, 1839-ben 1257 lakosa volt.

## Közélete

### Polgármesterei
- 1990–1994: Szőgyényi József (független)[4]
- 1994–1998: Szőgyényi József (független)[5]
- 1998–2002: Szőgyényi József (független)[6]
- 2002–2006: Szőgyényi József (független)[7]
- 2006–2010: Szőgyényi József (független)[8]
- 2010–2014: Daku Attila (független)[9]
- 2014–2019: Daku Attila Gyula (független)[10]
- 2019–2024: Daku Attila (független)[11]
- 2024– : Daku Attila (független)[1]

## Népesség
A település népességének változása:
| Lakosok száma | 1925 | 1889 | 1889 | 1700 | 1770 | 1741 | 1725 |
|               | 2013 | 2014 | 2015 | 2021 | 2022 | 2023 | 2024 |

2001-ben a település lakosságának 71%-a magyar, 29%-a cigány nemzetiségűnek vallotta magát.
A 2011-es népszámlálás során a lakosok 91,7%-a magyarnak, 21,5% cigánynak, 0,2% románnak, 0,2% ukránnak mondta magát (8,3% nem nyilatkozott; a kettős identitások miatt a végösszeg nagyobb lehet 100%-nál). A vallási megoszlás a következő volt: római katolikus 14,1%, református 56,5%, görögkatolikus 7,2%, felekezeten kívüli 5% (15,7% nem válaszolt).
2022-ben a lakosság 92,5%-a vallotta magát magyarnak, 10,4% cigánynak, 0,8% ukránnak, 0,1-0,1% bolgárnak, szlováknak, szerbnek, románnak és horvátnak, 0,8% egyéb, nem hazai nemzetiségűnek (7,4% nem nyilatkozott; a kettős identitások miatt a végösszeg nagyobb lehet 100%-nál). Vallásuk szerint 8% volt római katolikus, 46,3% református, 5,4% görög katolikus, 0,3% egyéb keresztény, 0,1% evangélikus, 0,1% izraelita, 7,9% felekezeten kívüli (31,4% nem válaszolt).

## Nevezetességei
- Római katolikus templom - 1845-ben készült.
- Református templom - 1838-ban készült el.
- 1896-ban, Tiszabezdéd, Harangláb-dűlőben egy honfoglalás kori sírban találták meg az első tarsolylemezt.
- Görögkatolikus templom -2009-ben készült.